# ディガンの魔石
『ディガンの魔石』（ディガンのませき）は、アーテック（ARTEC）とスタジオぬえが提携し制作され、1988年に発売されたRPGである。

## あらすじ
機械化病によって倒れた妻アビリアを救うため、自航惑星ガデュリンを旅する主人公ディノ。自航惑星ガデュリンにあるさまざまな町を訪れ、妻を救う手がかりを探す旅こそが、実は大いなるガデュリン計画の一部であり、自航惑星ガデュリンをも変えていくことになる。
始まりの町オロを旅立った主人公は、医師の勧めに従い魔法都市エドナに訪れる。そこでタオ・ホーという人物が妻を治す手がかりを知っているかもしれないと言う情報を得、彼の住む竜の結界を訪れる。しかし、そこで出会ったタオ・ホーは、リゴルドの地下神殿バルドーンの司祭で、またリゴルドの最高権力者でもあるゴーリアの奸計により記憶と力を失っていた。マイヨール一の魔導師と言われるタオ・ホーを治す方法を知るという黒ドラゴンに会うため、ディノは「ロドル語の聖書」を捜すことになる。
エドナにて聖書を入手した主人公は黒ドラゴンの元へ訪れる。そこで聞かされた話によれば、タオ・ホーを救う男マラン、彼の真の力を引き出すためにはエウレスにある太陽のお告げ所へ行かなければならないという。黒ドラゴンの言葉に導かれるままにディノは新たな土地へ足を運ぶ。
エウレスの太陽神殿にて無事記憶を取り戻したタオ・ホーが語った話によれば、ゴーリアの奸計により地下深くにある大地の樹を暴走させてしまったため、妻アビリアは巨大構造体である大地の樹に取り込まれてしまったと言うのだ。大地の樹を元に戻すことができるという神人の住まうコルダーンへと通じるリゴルドへと主人公は旅立つ。
リゴルドについたディノ達を迎える一人の男の姿があった。フードを目深に被り表情を見せないその男は、ディノ抹殺のために来た事を静かに告げた。この男アレイ・ブルーにディノは危うく倒されそうになるが、リゴルドの将軍ドランに救われる。ドランを仲間に加えた主人公はアレイ・ブルーを倒すことのできる最強の武具、竜鱗の剣と盾を手に入れリゴルドの地下へと進む。
神殿地下にはバルドーンと呼ばれる異様なダンジョンが広がっていた。内臓のような赤い赤い壁の奥深く、不気味な機械の前に鎮座するゴーリアの姿を見た。ゴーリアを打ち倒したドランはリゴルドの統治を行うため主人公の下を去る。コルダーン宇宙港へと続く光の扉へと主人公は進む。
見たことも無い風景。どこまでも広がる冷たい金属の空間。アリビアを求めディノは彷徨う…。コルダーンの奥で彼を待ち受けていたのは、宿敵アレイ・ブルー。主人公は竜鱗の剣と盾を手に宿敵に挑む。アレイ・ブルーを打ち倒した主人公、その先には神人がおり、ガデュリン計画の全容が語られる。悲しき宿敵アレイ・ブルーもガデュリン計画の一部を担わされていたに過ぎなかったのだ。
神人の力により暴走を止めた大地の樹にて、主人公はアリビアとの再会を果たし長い長い旅を終える。
（参考：ディガンの魔石PC98版説明書）

## 登場人物
- ディノ・アジェル
- マラン
- マルラ
- リリファ
- タオ･ホー

「偉大なる魔道師」の異名で、西ファーン全域にその名を知られる老魔道師。OVA版『ガデュリン』を除いたゲーム･小説他の公式なシリーズ作品全てに登場する（OVA版のスピンオフとなる、山口祐平＝羅門祐人が脚本を担当したドラマCD『生命の泉』でも戦士ユラトの台詞でその存在が語られる）、いわばシリーズを通しての狂言回し。スーパーファミコン用ソフト『ガデュリン』ではパーティーキャラの一人として活躍。外伝作品『覇王の拳』には若き日のタオ･ホーが登場するが、その頃は自ら「いずれ偉大なる魔道師と呼ばれる事になる」と名乗っている。
- ドラン

恐竜の様な姿の獣人族バヴァリスの武人。闘争を是とするバヴァリス人の例に漏れず闘争心旺盛だが、同時に義の心や思慮深さも持ち合わせている。スーパーファミコン版『ガデュリン』ではパーティーキャラとして活躍する一方、OVA版では主人公リュウやヒロイン・ファナの行く手を阻む敵として登場(ちなみにOVA版はスーパーファミコン版のプロモーションを兼ねて製作された作品で、スーパーファミコン版の導入部をベースとしたストーリーになっている)。小説版第3巻『ガデュリン計画』では各部族の集まる会議に、バヴァリス代表として参加している。
- アレイ･ブルー

ガデュリン計画に深く関係する謎の男。壮大な年代記となっているシリーズの中、いつの時代においても全く変わらない容姿で物語の主人公となる人物の前に現れる。本作の他には『ガデュリン』でパーティーキャラとして活躍するほか、小説版第3巻『ガデュリン計画』にも登場。
　

## 登場地域
ディガンの魔石に登場する地域は、ガデュリンの西ファーン大陸に位置する。それぞれの地域にはユニークな特色があり、気候も異なる。
オロ
マイヨール
バヴァリス
エウラドーナ
ゾンファー
ヒルクホーフ
ロンファール

## 制作スタッフ
- 原作：スタジオぬえ
- 監督・脚本：山口祐平
- 美術監督：加藤直之
- 作画監督：岩滝徹
- ゲームデザイン：山口祐平、平手佳之、守本憲一
- マニュアル・ライター：可徳剛
- 設定協力：加藤みゆき
- 進行：城野尚

- プログラム：兵藤嘉彦、三木一哉、田中司
- コーディネイト：平手佳之

- イラスト原画：加藤直之
- アニメーション：岩滝徹
- CG仕上：加藤みゆき

- 美術：小川浩樹、新庄伴紀、山口祐平
- キャラクター：新庄伴紀

- エンディングテーマ：ばんばひろふみ
- ゲーム音楽：サイコソニック、津田治彦、大山曜、西村太平、崎元仁（編曲）